# Zamboanga (thành phố)
Zamboanga là một thành phố của Philippines. Đây là thành phố lớn thứ sáu của quốc gia này với dân số theo điều tra năm 2000 là 601.794 người và theo ước tính năm 2005 là 700.078 người. Thành phố này nằm trên đảo Mindanao.

## Các barangay
Thành phố Zamboanga có 98 barangay (phường):

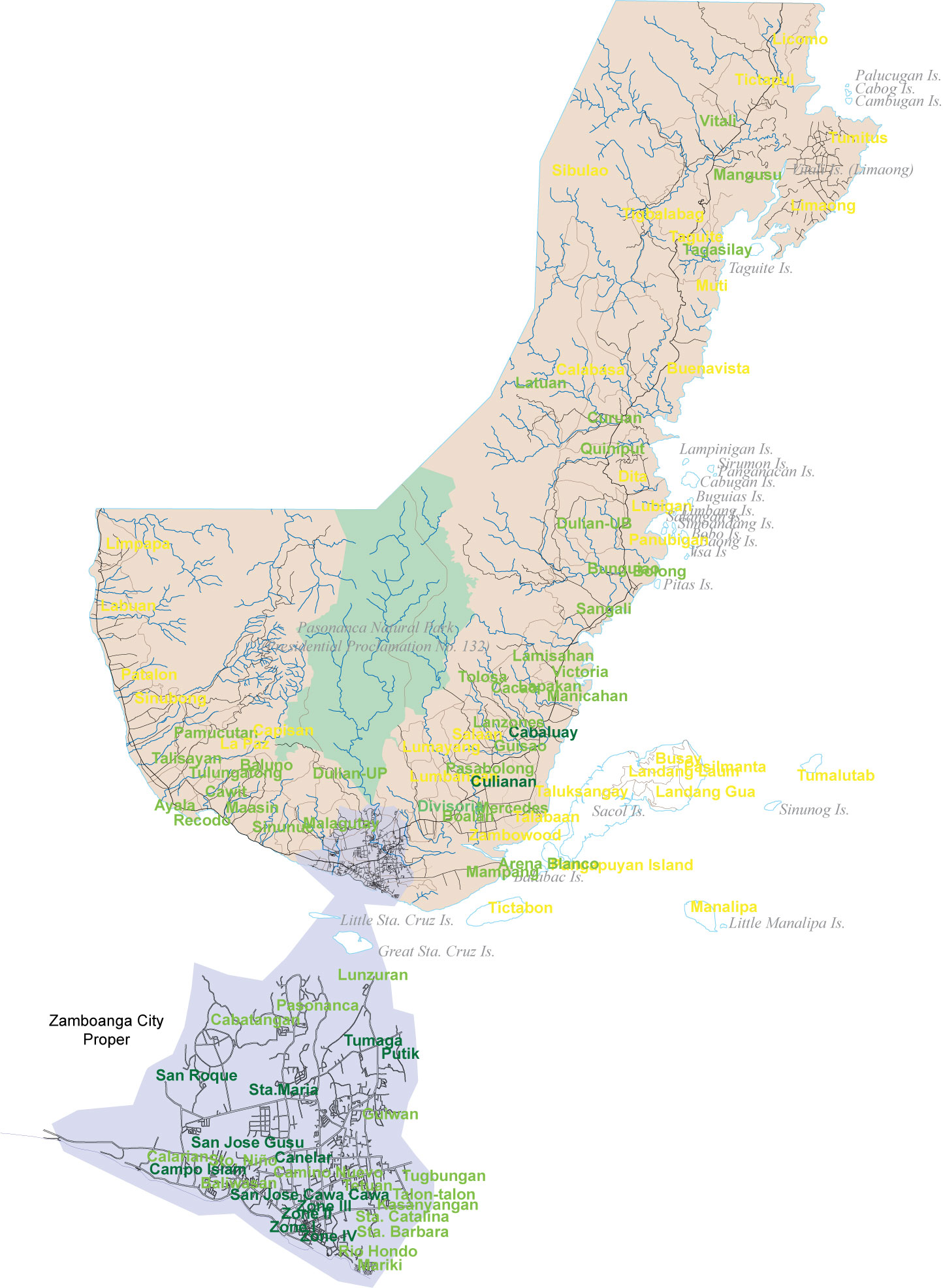
Bản đồ của thành phố Zamboanga với các phường (barangay)

| - Arena Blanco - Ayala - Baliwasan - Baluno - Boalan - Bolong - Buenavista - Bunguiao - Busay - Cabaluay - Cabatangan - Cacao - Calabasa - Calarian - Camino Nuevo - Campo Islam - Canelar - Capisan - Cawit - Culianan - Curuan - Daap - Dita - Divisoria - Dulian (Upper Bunguiao) - Dulian (Upper Pasonanca) - Guisao - Guiwan - Kasanyangan - La Paz - Labuan - Lamisahan - Landang Gua - Landang Laum - Lanzones - Lapakan - Latuan (Curuan) - Licomo - Limaong - Limpapa - Lubigan - Lumayang - Lumbangan - Lunzuran - Maasin - Malagutay - Mampang - Manalipa - Mangusu | - Manicahan - Mariki - Mercedes - Muti - Pamucutan - Pangapuyan - Panubigan - Pasobolong - Pasonanca - Patalon - Putik - Quiniput - Recodo (formerly La Caldera) - Rio Hondo - Salaan - San Jose Cawa-Cawa - San Jose Gusu - San Ramon - San Roque - Sangali - Sibulao (Curuan) - Sinubong - Sinunuc* FTTS Lưu trữ ngày 16 tháng 9 năm 2017 tại Wayback Machine - Sta. Barbara - Sta. Catalina - Sta. Maria - Sto. Niño - Tagasilay - Taguiti - Talabaan - Talisayan - Talon-Talon - Taluksangay - Tetuan - Tictapul - Tigbalabag - Tigtabon - Tolosa - Tugbungan - Tulungatung - Tumaga - Tumalutab - Tumitus - Victoria - Vitali - Zambowood - Vùng I - Vùng II (Sucabon B and A) - Vùng III - Vùng IV |